# Règim d'ascens

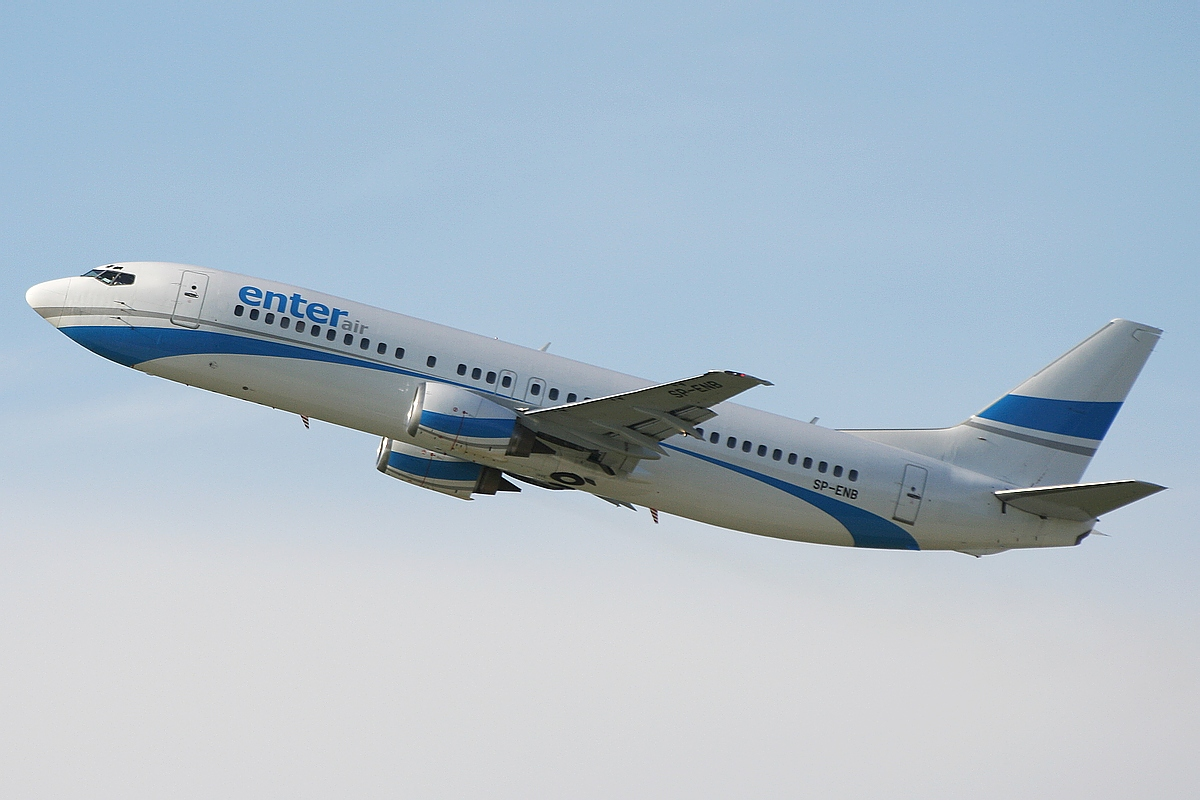
El Boeing 737 Enter Air ascendint des de l'aeroport de Cracòvia

En aeronàutica, el règim d'ascens o taxa d'ascens (concepte també conegut per les sigles en anglès ROC, de rate of climb) és la velocitat que una aeronau incrementa la seva altitud. El règim d'ascens se sol mesurar mitjançant el varioaltímetre, normalment en metres per segon (m/s) en el Sistema Internacional d'Unitats o peus per minut (ft/min) en el sistema anglosaxó.